# بيتينا ريجلهوث
بيتينا ريجلهوث (بالنرويجية: Betina Riegelhuth‏) مواليد 17 يونيو 1987 في أوسلو، هي لاعبة كرة يد نرويجية تلعب كظهير أيسر. مثلت منتخب النرويج لكرة اليد للسيدات. حققت المركز الأول في بطولة العالم لكرة اليد للسيدات 2015.

## سجل المنافسة
شاركت في البطولات التالية:
- بطولة العالم لكرة اليد للسيدات 2015
- بطولة أوروبا لكرة اليد للسيدات 2014

## الإنجازات
- بطولة العالم لكرة اليد للسيدات:
  - الفوز: 2015
- بطولة أوروبا لكرة اليد للسيدات:
  - الفوز: 2014

## روابط خارجية
- بيتينا ريجلهوث على موقع الاتحاد الأوروبي لكرة اليد (الإنجليزية)
- بيتينا ريجلهوث على موقع الاتحاد النرويجي لكرة اليد (النرويجية)